# 2243 Лоннрот
2243 Лоннрот (2243 Lönnrot) — астероїд головного поясу, відкритий 25 вересня 1941 року.
Астероїд названо на честь Еліаса Леннрота (1802-1884), фінського народного поета і лінгвіста.
Тіссеранів параметр щодо Юпітера — 3,594.